# 辻堂 (藤沢市)
辻堂（つじどう）は、神奈川県藤沢市にある町名。現行行政町名は辻堂一丁目から辻堂六丁目で、住居表示実施済み区域。いわゆる広域の辻堂地区のうちの一区域に当たる。

## 概要
地理
藤沢市の西南部に位置する。北に辻堂駅がある。
北は辻堂神台、東は辻堂元町、南は辻堂西海岸、西は茅ヶ崎市浜竹である。北から順に一丁目から六丁目がある。
地名の由来
辻堂は、1191年頃に源頼朝の勧請により建てられたとされる宝泉寺付近がそもそもの村の始まりとされ、その村の中心は「四つ角」と呼ばれ、四つ角の東方面にある辻という場所に不動堂（宝珠寺）があったことに因んで「辻堂」なる地名が生まれた、という説もある。

## 歴史
平安時代は、大庭御厨の一部で伊勢神宮の荘園であった。

### 沿革
- 平安時代中期（10世紀） - 相模国高座郡土甘（とかみ・となみ）郷の一部となる。
- 1104年（長治元年）頃 - 鎌倉景正が大庭御厨を開拓し、その一部となる。
- 鎌倉時代 - 辻堂および茅ヶ崎を含む広域の地名で「八的ヶ原」（やまとがはら）、後に「八松ヶ原」（やつまつがはら）と呼ばれる。

- 1873年（明治6年）5月1日 - 神奈川県が区番組制を施行し、辻堂村は第17大区となる。小字および地番が制定される。
- 1878年（明治11年）11月18日 - 郡区町村編制法により、行政区画としての高座郡辻堂村が編成され、当地はその一部となる。
- 1889年（明治22年）4月1日 - 町村制が施行され、辻堂村、大庭村、羽鳥村および稲荷村が合併し、神奈川県高座郡明治村となる。
- 1908年（明治41年）4月1日 - 明治村、藤沢大坂町および鵠沼村が合併して、藤沢町となる。
- 1916年（大正 5年）12月1日 - 辻堂駅が開業。
- 1935年（昭和10年）7月27日 - 湘南海岸道路の一部として、後の神奈川県道30号戸塚茅ヶ崎線が開通。
- 1940年（昭和15年）10月1日 - 藤沢町が市政を敷き、藤沢市となる。
- 1945年（昭和20年）2月21日 - 辻堂駅南口に、横浜興信銀行（後の横浜銀行）辻堂支店が開業。 
  - 12月18日 : 辻堂駅で爆発事故が発生。
- 1951年（昭和26年）8月1日 - 藤沢市消防本部辻堂出張所を、辻堂駅南口に開設する。
- 1978年（昭和53年）5月29日 - 東急ストア辻堂店で火災が発生。
- 1993年（平成5年）7月 - 辻堂市民図書館が開館する。

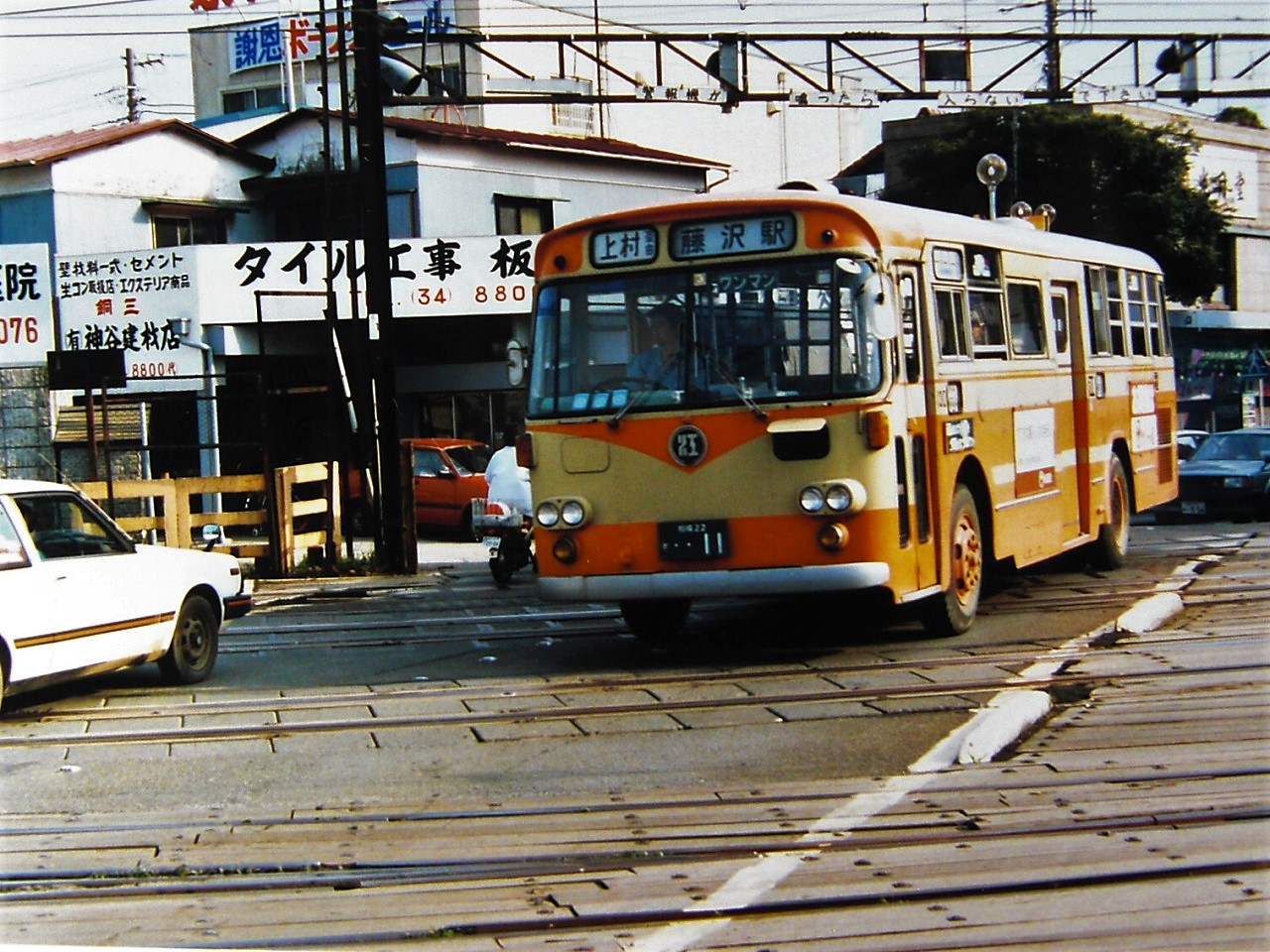
羽鳥踏切　撮影 : 1985年

- 1994年（平成6年）11月 - 辻堂駅東側にあった羽鳥踏切が立体交差化、湘南辻堂地下道となった。
- 1999年（平成11年）7月18日 - 辻堂一丁目から六丁目を新設する[7]。

## 経済

### 産業
農業
『神奈川文庫 第五集 百家明鑑』によると、辻堂で農業を営んでいた人物は相澤、吉田などがいた。農蚕業を営んでいた人物は相澤、門倉、櫻井、廣野などがいた。

## 町名の変遷
| 実施後     | 実施年月日    | 実施前（特記なければ各字名ともその一部）                     |
| ---------- | ------------- | ------------------------------------------------------------ |
| 辻堂一丁目 | 1999年7月18日 | 大字辻堂字熊ノ森・字堺田                                     |
| 辻堂二丁目 | 1999年7月18日 | 大字辻堂字熊ノ森・字堺田                                     |
| 辻堂三丁目 | 1999年7月18日 | 大字辻堂字砂場・字久根下                                     |
| 辻堂四丁目 | 1999年7月18日 | 大字辻堂字砂場・字久根下                                     |
| 辻堂五丁目 | 1999年7月18日 | 大字辻堂字高砂・字弥平田・字出口（全域）・字大ヤゲン（全域） |
| 辻堂六丁目 | 1999年7月18日 | 大字辻堂字久根下・字砂場・字高砂・字弥平田・字勘久（全域）   |

## 世帯数と人口
2023年（令和5年）9月1日現在（藤沢市発表）の世帯数と人口は以下の通りである。
| 丁目       | 世帯数    | 人口     |
| ---------- | --------- | -------- |
| 辻堂一丁目 | 791世帯   | 1,508人  |
| 辻堂二丁目 | 851世帯   | 1,498人  |
| 辻堂三丁目 | 957世帯   | 2,221人  |
| 辻堂四丁目 | 685世帯   | 1,563人  |
| 辻堂五丁目 | 726世帯   | 1,683人  |
| 辻堂六丁目 | 1,113世帯 | 2,707人  |
| 計         | 5,123世帯 | 11,180人 |

### 人口の変遷
国勢調査による人口の推移。
| 年                 | 人口   |
| ------------------ | ------ |
| 1995年（平成7年）  | 8,851  |
| 2000年（平成12年） | 9,518  |
| 2005年（平成17年） | 10,064 |
| 2010年（平成22年） | 10,340 |
| 2015年（平成27年） | 10,709 |
| 2020年（令和2年）  | 11,018 |

### 世帯数の変遷
国勢調査による世帯数の推移。
| 年                 | 世帯数 |
| ------------------ | ------ |
| 1995年（平成7年）  | 3,580  |
| 2000年（平成12年） | 4,057  |
| 2005年（平成17年） | 4,441  |
| 2010年（平成22年） | 4,587  |
| 2015年（平成27年） | 4,712  |
| 2020年（令和2年）  | 4,960  |

## 事業所
2021年（令和3年）現在の経済センサス調査による事業所数と従業員数は以下の通りである。
| 丁目       | 事業所数  | 従業員数 |
| ---------- | --------- | -------- |
| 辻堂一丁目 | 145事業所 | 1,058人  |
| 辻堂二丁目 | 193事業所 | 1,284人  |
| 辻堂三丁目 | 13事業所  | 303人    |
| 辻堂四丁目 | 28事業所  | 146人    |
| 辻堂五丁目 | 37事業所  | 214人    |
| 辻堂六丁目 | 52事業所  | 548人    |
| 計         | 468事業所 | 3,553人  |

### 事業者数の変遷
経済センサスによる事業所数の推移。
| 年                 | 事業者数 |
| ------------------ | -------- |
| 2016年（平成28年） | 446      |
| 2021年（令和3年）  | 468      |

### 従業員数の変遷
経済センサスによる従業員数の推移。
| 年                 | 従業員数 |
| ------------------ | -------- |
| 2016年（平成28年） | 3,253    |
| 2021年（令和3年）  | 3,553    |

## 交通

### 鉄道
- 東日本旅客鉄道
  - 東海道本線 - 辻堂駅

### 道路
- 神奈川県道30号戸塚茅ヶ崎線
- 神奈川県道308号辻堂停車場辻堂線
- 国道１号線

## 施設
- 藤沢市立辻堂青少年会館
- 藤沢市立辻堂市民図書館
- 藤沢市南消防署辻堂出張所

## 出身・ゆかりのある人物
- 中居正広（元SMAPのリーダー）[17]
- 中村武羅夫（編集者、小説家、評論家）
- 三觜進（満州銅鉛鉱業取締役[18]、羽鳥の三觜家15代当主）
- なかむらみなみ（ラッパー）

### 地価
住宅地の地価は、2023年（令和5年）1月1日の公示地価によれば、辻堂3-14-28の地点で29万円/m2となっている。

## その他

### 日本郵便
- 郵便番号 : 251-0047[3]（集配局 : 藤沢郵便局[20]）。